# Metasia punctimarginalis
Metasia punctimarginalis là một loài bướm đêm trong họ Crambidae.